# Ricardo Confessori
Ricardo Confessori (San Paolo, 15 gennaio 1969) è un batterista brasiliano.

## Biografia
La carriera di Ricardo iniziò con la band thrash metal Korzus, dopodiché venne ingaggiato nel 1992 dagli Angra;  entrò nella formazione al termine delle registrazioni del disco d'esordio Angels Cry, risultando parte integrante della band, con la differenza che sul disco le parti di batteria furono registrate dal session man Alex Holzwart.
Nel 2000, Ricardo, con l'allora cantante Andre Matos ed il bassista Luis Mariutti, decise di lasciare la band per incompatibilità col management; i tre colleghi uscenti, con l'aggiunta del fratello di Luis, Hugo Mariutti, alla chitarra, fondarono gli Shaman. Con questa formazione la nuova band compose 2 dischi di inediti e pubblicò un disco live. Nel 2006, in seguito a contrasti con Matos che videro la band disgregarsi, Ricardo portò avanti il progetto con una formazione totalmente rinnovata, pubblicando altri 2 dischi.
Nel 2009 rientrò negli Angra, sostituendo il batterista Aquiles Priester e prendendo parte alla stesura di un nuovo disco, ma nel 2014 lasciò nuovamente la band per dedicarsi ad altri progetti musicali.
Nel 2016, è stato annunciato come il nuovo batterista della band folk metal Tierramystica.

## Discografia

### Angra
- 1993 - Angels Cry
- 1996 - Holy Land
- 1997 - Holy Live (EP Live)
- 1998 - Fireworks
- 2010 - Aqua
- 2013 - Angels Cry 20th Anniversary Tour

### Shaman/Shaaman
- 2002 - Ritual
- 2003 - RituAlive (CD/DVD Live)
- 2005 - Reason
- 2007 - Immortal
- 2010 - Origins